# Rimae Gerard
Le Rimae Gerard sono una struttura geologica della superficie della Luna.